# سونيا هاردكاسل
سونيا هاردكاسل (بالإنجليزية: Sonya Hardcastle)‏ هي لاعبة كرة الشبكة نيوزيلندية، ولدت في 16 أبريل 1972.